# Zofia Sekuła
Zofia Sekuła z domu Gąsiorowska (ur. 5 lutego 1906 w Radomiu, zm. 24 sierpnia 2007 w Końskich) – nauczycielka polska, działaczka społeczna.

## Życiorys
Pochodziła z rodziny nauczycielskiej, była córką Teodora i Marianny z Jankowskich. Ukończyła radomskie Seminarium Nauczycielskie oraz studia w zakresie bibliotekoznawstwa na Uniwersytecie Jagiellońskim. Jako nauczycielka pracowała początkowo w szkołach powszechnych w Kielcach i Sworzycach, następnie w Dębie koło Końskich. Krótko przed wybuchem II wojny światowej została kierowniczką szkoły w Dębie. Jako pedagog, także w ramach tajnego nauczania, kładła nacisk na przekazywanie uczniom wartości patriotycznych i przybliżanie historii Polski oraz kultury ludowej. Organizowała kursy sanitarne Polskiego Czerwonego Krzyża. Znana z zaangażowania społecznego, w 1969 gromadzone przez całe życie środki przekazała pogorzelcom, ofiarom wielkiego pożaru we wsi Dęba.
Po przejściu na emeryturę w maju 1970 została członkinią Polskiego Towarzystwa Turystyczno-Krajoznawczego. Działała w Komisji Opieki nad Zabytkami i Komisji Ochrony Przyrody Oddziału PTTK w Końskich. Zajmowała się dokumentacją miejsc i zdarzeń historycznych z okresu II wojny światowej w swojej okolicy. W 1985 złożyła symboliczny, pierwszy datek na sztandar dla Oddziału PTTK w Końskich. Poza działalnością w PTTK należała do Światowego Związku Żołnierzy Armii Krajowej.
Za pracę nauczycielską oraz działalność społeczną odznaczona została m.in. Krzyżem Kawalerskim Orderu Odrodzenia Polski, Krzyżem Partyzanckim, Medalem Komisji Edukacji Narodowej oraz licznymi odznakami („Za Zasługi dla Kielecczyzny”, „Za Tajne Nauczanie” Związku Nauczycielstwa Polskiego, Złota Odznaka ZNP, „25 lat w PTTK”, złota honorowa odznaka „Turysta Ziemi Koneckiej”).
Była zamężna za Stanisławem Sekułą (ur. 2 stycznia 1903), który zginął jako podporucznik Wojska Polskiego w Katyniu wiosną 1940. Syn Sekułów Przemysław (1931–1998), z zawodu technik ekonomista, był również aktywnym działaczem turystycznym i w latach 1986–1996 prezesem Oddziału PTTK w Końskich. Zofia Sekuła zmarła w wieku 101 lat 24 sierpnia 2007 w Końskich, została pochowana na tamtejszym cmentarzu w grobie rodzinnym.